# Salenidia
Salenidia is een geslacht van uitgestorven zee-egels uit de familie Saleniidae.

## Soorten
- Salenidia chabaudi Castex, 1947 †
- Salenidia danica Ravn, 1928 †
- Salenidia karakachi Weber, 1934 †
- Salenidia scabra Nestler, 1965 †
- Salenidia selandica Ravn, 1928 †